# Middleton (Warwickshire)
Middleton is een civil parish in het bestuurlijke gebied North Warwickshire, in het Engelse graafschap Warwickshire. In 2001 telde het dorp 659 inwoners.